# Praktica

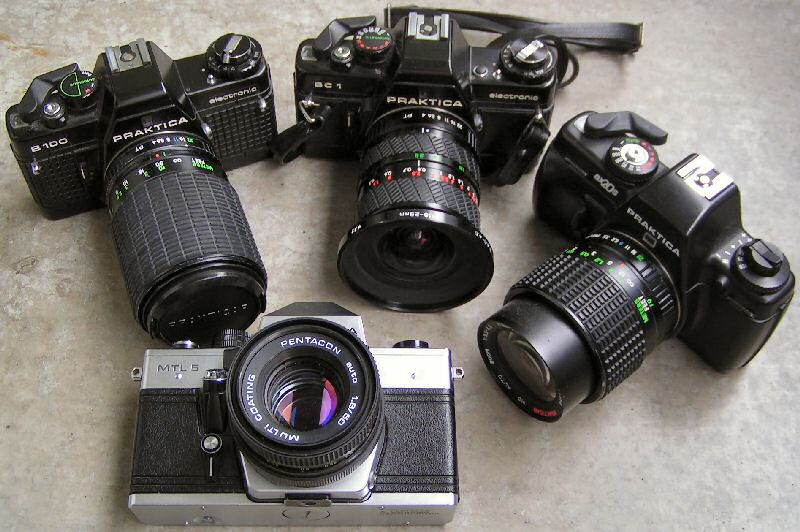
Několik různých modelů značky Praktica

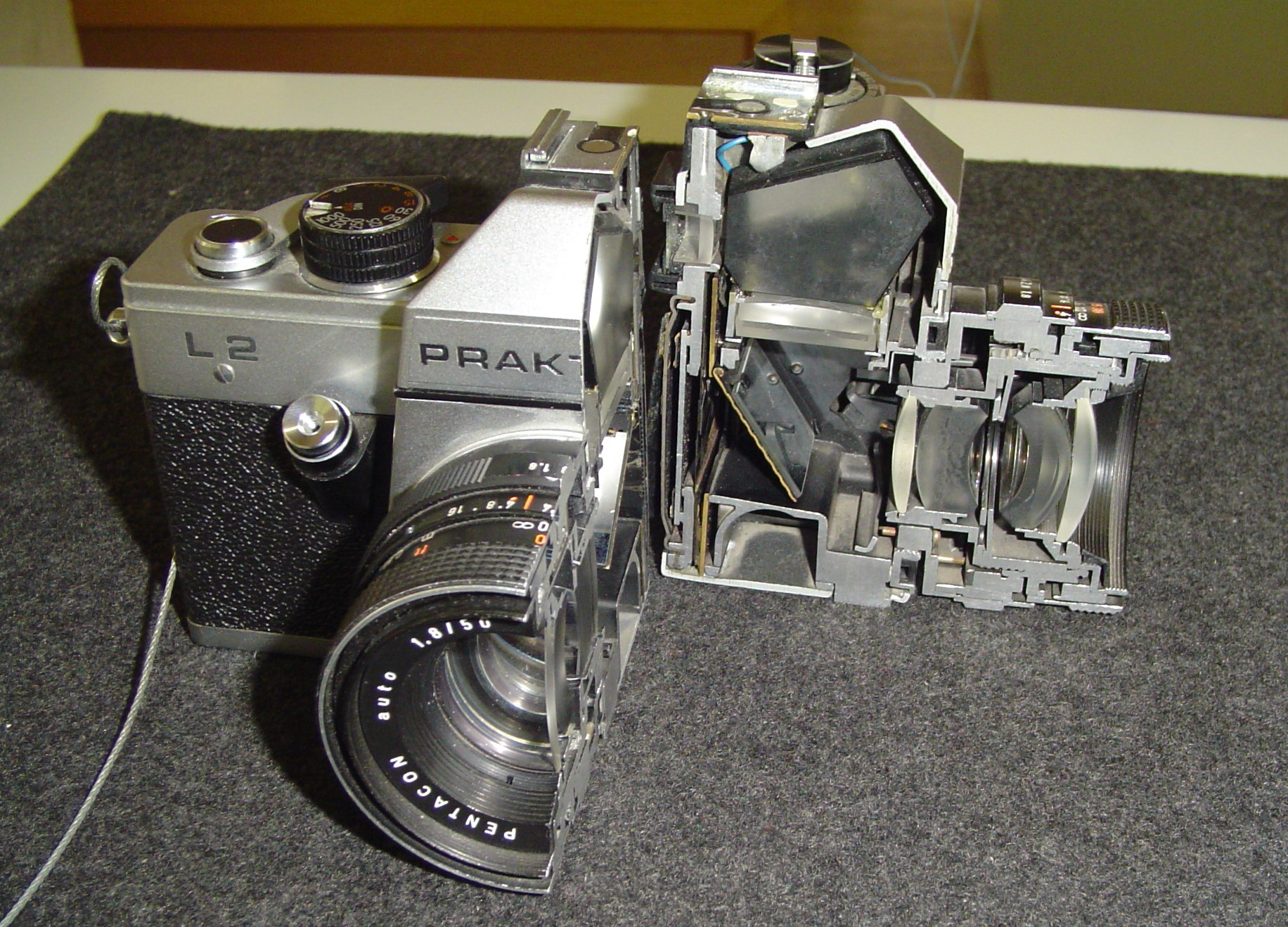
Řez fotoaparátem

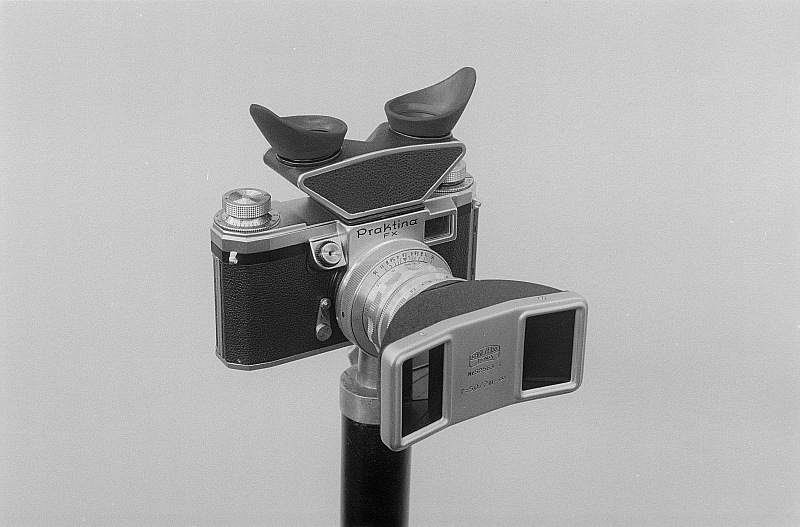
Praktina FX

Praktica je obchodní značka několika řad fotoaparátů, vyráběných od roku 1949 Drážďanskou firmou Pentacon. V době existence NDR byly jednooké zrcadlovky systémů Praktica vyráběny ve statisícových sériích a také exportovány – často i pod jinými značkami – do zahraničí. Produkce jednookých zrcadlovek Praktica byla ukončena v roce 2001, značka je však používána nadále pro některé digitální fotoaparáty.

## Modely fotoaparátlů Praktica

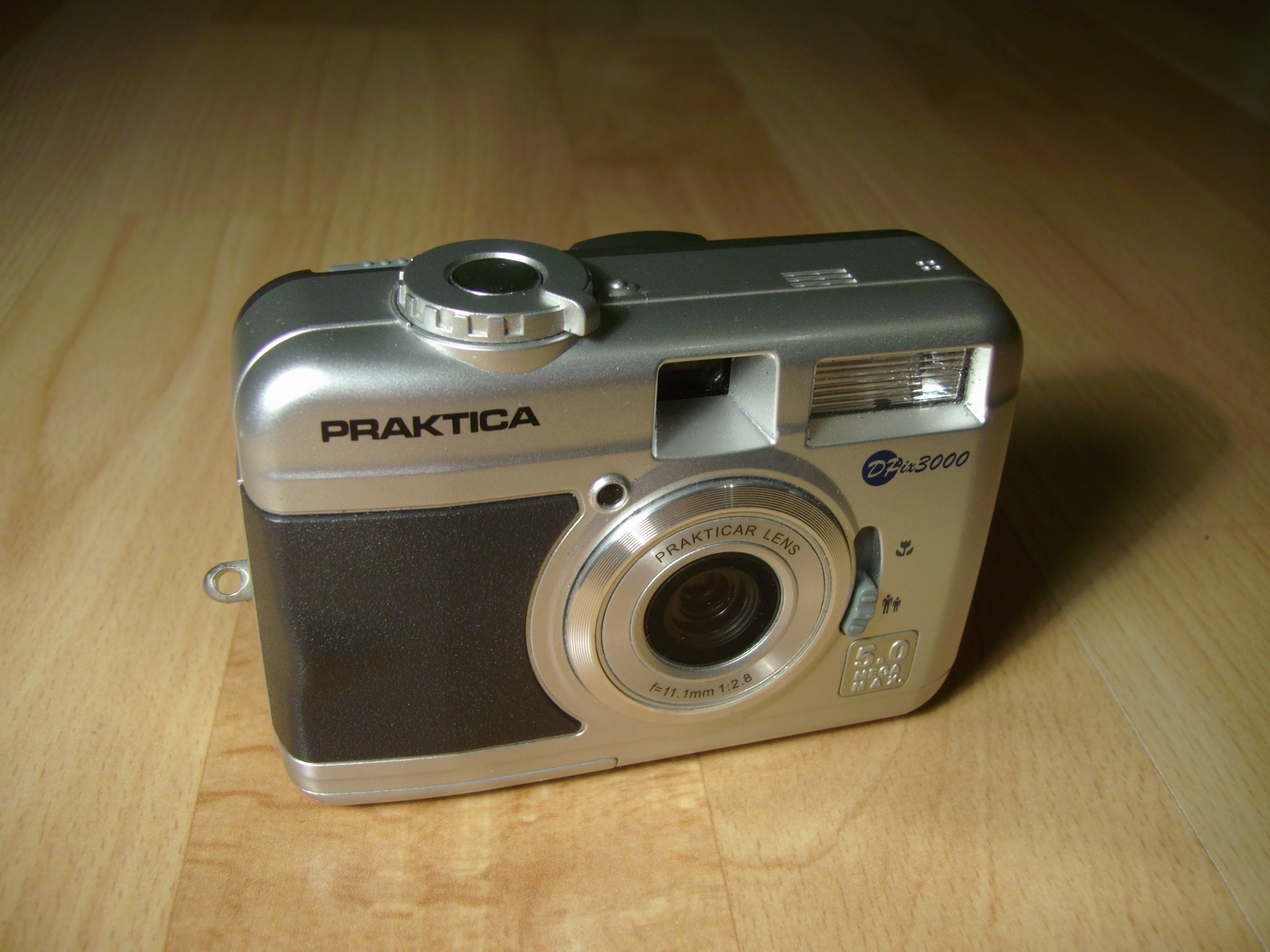
Praktica DPix3000

Nejstarší modely používaly pro připevnění objektivů systém závitu M42 x 1 nebo zpočátku i vlastní bajonet. Fotoaparáty se prodávaly pod značkou Praktina, v zahraničí také jako Porst Reflex, Hexacon Supreme nebo Corbina.
- Praktina FX (od roku 1952) – komplexní systém včetně nabídky výměnných objektivů, motoru, speciálních velkokapacitních zásobníků na film a dalšího příslušenství
- Praktina IIa (od 1958 do roku 1960, celkem asi 25000 kusů[1])
- Praktica FX 2 (od 1956)
- Praktica IV
- Praktica IV B
- Praktica IV M
- Praktica IV BM
- Praktica IV FB
- Praktica V F
- Praktica V FB

Druhá generace již nesla značku Praktica
- Praktica VI
- Praktica nova
- Praktica nova B
- Praktica mat
- Praktica nova I
- Praktika nova IB
- Praktica super TL
- Praktica elektronik

Další generace stále zachovávala kompatibilitu se systémem závitu 42. Některé modely ale měly doplněný přenos údaje o cloně do těla fotoaparátu.
- Praktica L
- Praktica L2
- Praktica LB2
- Praktica LTL
- Praktica super TL2
- Praktica super TL3
- Praktica LTL3
- Praktica MTL3
  - MTL5
  - MTL5B
- Praktica Super TL 500, Praktica Super TL 1000
- Praktica LTL2
- Praktica DTL2
- Praktica DTL3
- Praktica MTL50
- Praktica LLC
- Praktica PLC2
- Praktica PLC3
- Praktica VLC
- Praktica VLC2
- Praktica VLC3
- Praktica EE2
- Praktica EE3

Později byl zaveden místo závitu 42 pro připojování objektivů bajonet.
- Praktica B 200
- Praktica BC 1
- Praktica B 100
- Praktica BCA
- Praktica M
- Praktica BCS
- Praktica BCC
- Praktica BMS

Řada BX (1987–1990)
- Praktica BX 20
- Praktica BX 10 DX
- Praktica BX 21
- Praktica BX 20s

BX (1991–2001)
- Praktica BX 20S
- Praktica BX 20D